# Намашко, Александр Андреевич
Александр Андреевич Намашко (9 октября 1981, Малаешты, Молдавская ССР) — молдавский и российский футболист, защитник, полузащитник.

## Биография
Начинал играть в чемпионате Молдавии в клубах «Шериф» Тирасполь (2001/02), «Тирасполь» (2001/02 — 2004/05), «Динамо» Бендеры (2005/06 — 2009/10). Летом 2008 играл за «Спартак» Геленджик в Кубке Краснодарского края. Играл в первенстве ФНЛ России за «Динамо» Брянск (2010) и «Торпедо» Москва (2011/12). Вторую половину 2012 года провёл в «Сперанце» Крихана Веке. 2013 год отыграл в чемпионате Краснодарского края за «Химик» Белореченск, в марте 2014 покинул команду. В конце августа подписал контракт с клубом чемпионата Молдавии «Динамо-Авто» Тирасполь. 29 августа провёл за команду единственную игру, выйдя на замену во втором тайме матча против «Милсами» (0:6) и вскоре покинул клуб. До конца года играл в «Химике», первую половину 2015 года — в «Анапе».
14 февраля 2004 провёл единственный матч за сборную Молдавии — во втором тайме вышел на замену в гостевой товарищеской игре против Мальты (0:0).
Младшие братья Сергей и Станислав также футболисты.